# Jasper Cillessen
Jacobus Antonius Peter (Jasper) Cillessen (Nijmegen, 22 april 1989) is een Nederlands profvoetballer die als doelman speelt. Hij vertrok in juni 2024 van N.E.C. naar UD Las Palmas. Cillessen maakte in 2013 zijn debuut als international van het Nederlands voetbalelftal.

## Clubcarrière

### N.E.C.

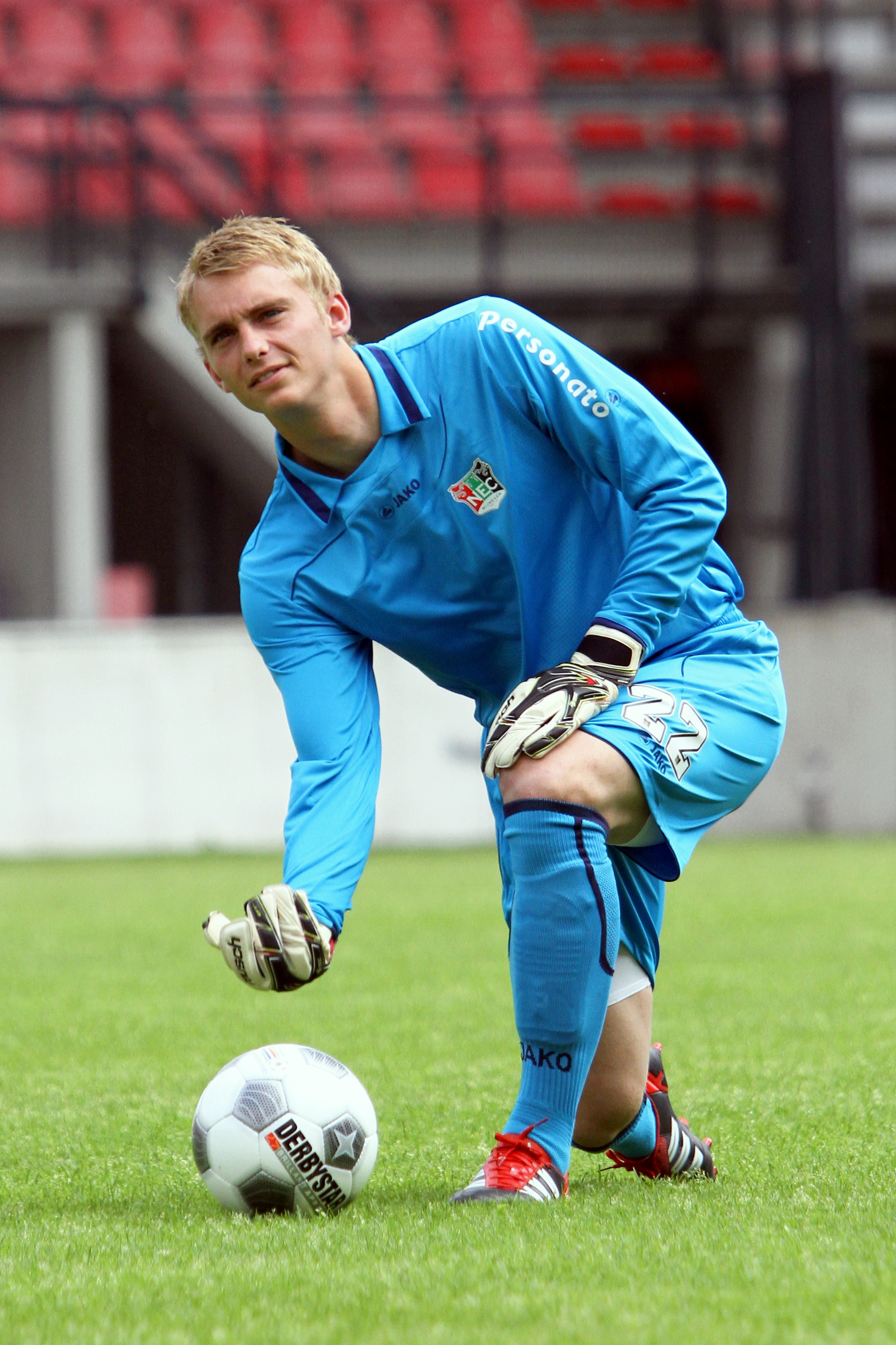
Jasper Cillessen als speler van N.E.C.

Cillessen werd geboren in een ziekenhuis in Nijmegen en groeide op in Groesbeek. Hij begon in die plaats bij De Treffers met voetbal. Hij ging ondanks een slechte Cito-toets in 2001 naar de Stedelijke Scholengemeenschap Nijmegen. Daar ging hij de havo doen en voetballen in de jeugdopleiding van N.E.C. De twee jaar daarvoor liep hij al stage bij de club, maar zijn ouders gingen niet akkoord met een overgang voor hij zijn basisschool had afgemaakt. Cillessen doorliep alle jeugdelftallen van N.E.C. Hij tekende in 2008 zijn eerste profcontract en ging voor Jong N.E.C. spelen. Cillessen doorliep de Academie voor Lichamelijke Opvoeding (ALO) in Arnhem, waar hij zijn vriendin leerde kennen.
In 2010 werd zijn contract verlengd tot 2012 en maakte hij deel uit van de selectie van het eerste elftal. Hij debuteerde op 28 augustus 2010 voor N.E.C. als basisspeler thuis tegen sc Heerenveen. vanwege een blessure van Gábor Babos. In deze wedstrijd werd hij uitgeroepen tot "Man of the Match". Ook toen Babos terugkeerde, bleef Cillessen eerste doelman bij N.E.C. De club brak zijn contract open en verlengde zijn verbintenis tot 2014. Hij won de verkiezing van Gelders voetballer van het jaar van Omroep Gelderland en mocht in juni 2011 mee met het Nederlands voetbalelftal op een oefentrip naar Zuid-Amerika, waarop hij niet zijn debuut maakte.

### AFC Ajax

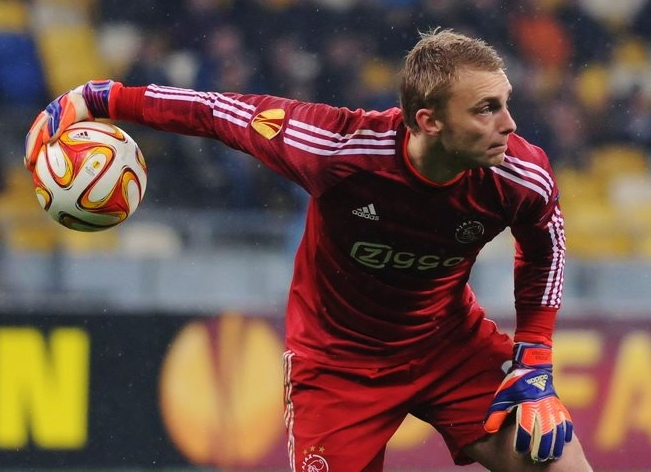
Jasper Cillessen als speler van AFC Ajax.

Na weken van onderhandelen vertrok Cillessen op 27 augustus 2011 voor vijf jaar naar Ajax. Het werd bekend dat hij vertrok vlak voor de wedstrijd die avond, tegen Heracles Almelo. Ajax betaalde 3,2 miljoen euro voor de keeper, exclusief 500.000 euro aan bonussen en een doorverkooppercentage. De Groesbeker werd in eerste instantie aangetrokken als tweede doelman, achter Kenneth Vermeer.
Op 21 september 2011 maakte Cillessen zijn debuut voor Ajax. Hij keepte in een KNVB Bekerwedstrijd tegen vv Noordwijk. Zijn competitiedebuut was op 15 oktober 2011 tegen AZ (2–2). Cillessen mocht, vanwege een blessure bij eerste keeper Vermeer, na 67 minuten onder de lat plaatsnemen. Hij kreeg geen tegendoelpunt en maakte een redding in de slotfase. Op 26 april 2012 won Cillessen zijn eerste prijs bij Ajax, met het belofteteam. Met Jong Ajax won hij de Beloftenbeker door in de finale met 1–0 van Jong FC Utrecht te winnen. Na de reguliere speeltijd was de stand nog 0–0, maar halverwege de verlenging maakte Joël Veltman het winnende doelpunt. Op woensdag 2 mei 2012 kwam daar een tweede prijs bij. Cillessen pakte met Ajax de landstitel door VVV-Venlo met 2–0 te verslaan.
Zijn Europese debuut kwam in het seizoen 2012/13, op 14 februari 2013 thuis tegen Steaua Boekarest. Cillessen moest bij een 1–0 voorsprong de geblesseerde Vermeer in de rust vervangen. Ajax won de wedstrijd met 2–0. Het was de zesde achtereenvolgende keer dat Cillessen dat seizoen de nul hield. In de halve finale van de KNVB Beker op 27 februari 2013 tegen AZ wist Cillessen voor de eerste keer in het seizoen niet de nul te houden. De wedstrijd ging verloren met 0–3 en Ajax was uitgeschakeld in het bekertoernooi. Op 14 april mocht Cillessen tegen PSV Vermeer, die geschorst was, onder de lat vervangen. De wedstrijd werd met 3–2 gewonnen.
In speelronde 2 speelde Cillessen zijn eerste wedstrijd voor Ajax in het seizoen 2013/14. nadat Vermeer na rust uit bij AZ ziek was achtergebleven in de kleedkamer. Na verschillende fouten van Vermeer kreeg Cillessen op 27 september 2013 te horen dat hij (voorlopig) de nieuwe eerste keeper was van Ajax. Op 1 oktober 2013 maakte Cillessen zijn debuut in de UEFA Champions League, thuis tegen AC Milan. Het werd 1–1. Op 10 november 2013 speelde Cillessen zijn vijftigste wedstrijd in de Eredivisie, uit tegen N.E.C. Eind april 2014 won de doelman voor de derde keer in zijn carrière de Nederlandse landstitel met Ajax. Het was voor Cillessen zijn eerste kampioenschap als basisspeler, nadat hij in de twee seizoenen ervoor als reservedoelman fungeerde.
Op 5 augustus 2013 speelde Cillessen mee met Jong Ajax (2–0 winst) in een wedstrijd in de Eerste divisie tegen Telstar. Hij was de eerste keeper die speelde in de Eerste divisie en ook geselecteerd werd voor het Nederlands elftal.
Door zijn deelname aan het WK in Brazilië moest Cillessen de voorbereiding bij Ajax missen. Hij sloot zich op 4 augustus 2014, een dag na de verloren wedstrijd om de Johan Cruijff Schaal, aan bij de selectie. Cillessen moest hierdoor eveneens de eerste competitiewedstrijd thuis tegen Vitesse aan zich voorbij laten gaan. Hij zat wel op de reservebank. Om wedstrijdritme op te doen speelde Cillessen op 11 augustus 2014 mee met Jong Ajax thuis tegen Telstar (3-0 winst).
Begin december 2014 zette Cillessen zijn handtekening onder een nieuw contract, dat hem tot de zomer van 2018 aan de Amsterdamse club verbond. Zijn oude contract bij Ajax liep tot 2016. Hij had tot op dat moment 69 officiële wedstrijden in het eerste elftal van Ajax gespeeld.
Cillessen begon bij Ajax met het rugnummer 22, omdat Vermeer toen nog het rugnummer 1 droeg. In december 2014 kreeg Ajax van de KNVB toestemming om Cillessens nummer in de winterstop te veranderen naar 1. In de Europa league moest hij dat seizoen wel afmaken met 22, omdat de UEFA een dergelijke wissel niet toestaat tijdens een lopend seizoen.
In een Europa League-wedstrijd uit tegen FK Jablonec (0–0) in de play-offronde op 27 augustus 2015 speelde Cillessen zijn honderdste officiële wedstrijd in dienst van Ajax. Hiermee werd hij de 156ste Ajacied die tot dit aantal kwam. In deze wedstrijd miste Jan Greguš na een uur spelen een strafschop. Hiermee werd hij de eerste van 25 spelers die een strafschop miste tegenover Cillessen.
Ondanks dat Cillessen tijdens het seizoen 2015/16 negentien keer de nul wist te houden, moest Ajax de titel voor het tweede jaar op rij aan zich voorbij laten gaan. Op de laatste speeldag werd met 1–1 gelijkgespeeld bij De Graafschap, waardoor PSV er met de titel vandoor ging. Over het hele seizoen kreeg hij 21 doelpunten tegen, het minste van alle keepers in de Eredivisie. Cillessen werd voor het tweede jaar op rij door de Ajax-supporters verkozen tot speler van het jaar.
Eind augustus kwam het bericht naar buiten dat FC Barcelona concrete interesse had in Cillessen. Om deze reden besloot coach Peter Bosz om hem niet op te nemen in de wedstrijdselectie voor een duel met Willem II. Met André Onana onder de lat verloor Ajax deze wedstrijd met 2-1. Vier dagen later nam hij wel plaats in het doel tijdens het beslissende voorrondeduel met FK Rostov om een plek in de groepsfase van de Champions League. Door een 4-1 nederlaag wist Ajax zich niet te kwalificeren voor de groepsfase. Voor Cillessen was dit de eerste keer dat hij als Ajax-doelman vier doelpunten om zijn oren kreeg.

### FC Barcelona

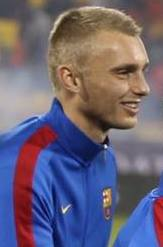
Jasper Cillessen als speler van FC Barcelona.

Cillessen tekende op 25 augustus 2016 een contract voor vijf seizoenen bij FC Barcelona. Dat betaalde dertien miljoen euro voor hem aan Ajax, dat tot twee miljoen extra aan eventuele bonussen in het vooruitzicht kreeg. Barcelona gaf Cillessen een transferclausule van 60 miljoen euro. Cillessen maakte op 10 september 2016 tegen Deportivo Alavés (1-2 nederlaag) al zijn debuut voor FC Barcelona, omdat eerste keeper Marc-André ter Stegen één dag eerder op de training geblesseerd raakte. Dat was zijn enige competitiewedstrijd dat seizoen. Op 6 december maakte hij tegen Borussia Mönchengladbach zijn debuut in de Champions League voor Barcelona, dat op dat moment al zeker was van de eerste plek in de poule. Barcelona won met 4-0 en Cillessen hield de nul. Hij speelde in het seizoen 2016/17 vooral in het toernooi om de Copa del Rey dat door Barcelona gewonnen werd. 
Ook in het seizoen 2017/18 speelde hij alle wedstrijden in het bekertoernooi, dat door Barcelona gewonnen werd. In de finale tegen Sevilla FC stond Cillessen aan de basis van de 1-0, door een lange bal in de voeten van Philippe Coutinho te geven, die hem daarna aan de vervolgens scorende Luis Suárez gaf. Toen FC Barcelona het kampioenschap al had gevierd, stond Cillessen in het doel in de met 5-1 gewonnen thuiswedstrijd tegen Villarreal. Opnieuw keepte hij de laatste groepswedstrijd in de Champions League dat seizoen, tegen Sporting CP, waarin hij opnieuw de nul hield.
Zijn laatste seizoen bij Barcelona was meer van hetzelfde. Hij keepte de wedstrijden in de Copa del Rey, waar hij voor de derde keer de finale haalde. Zijn latere werkgever Valencia was echter met 1-2 te sterk. Verder keepte hij opnieuw de laatste Champions League-groepswedstrijd tegen Tottenham Hotspur (1-1) en de laatste drie competitiewedstrijden, toen Barcelona al kampioen was. Hij kwam tot 32 wedstrijden in drie seizoenen. 

### Valencia

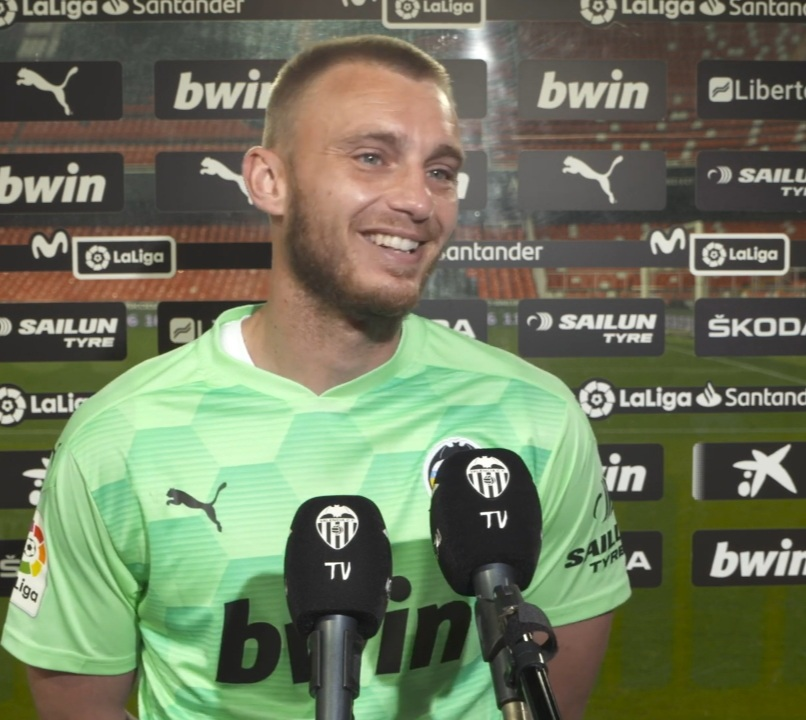
Cillessen met Valenca in 2021

Na drie jaar dienstdoen bij FC Barcelona verruilde Cillessen op 25 juni 2019 FC Barcelona voor Valencia. Hij tekende een vierjarig contract bij de Spaanse club. Cillessen debuteerde voor Valencia tegen Real Sociedad, waartegen hij een strafschop in de elfde minuut van de blessuretijd moest incasseren, waardoor er gelijkgespeeld werd. In de Champions League kwam Cillessen zijn voormalige ploeg Ajax tegen. Rond de jaarwisseling moest Cillessen een paar wedstrijden missen door twee blessures. Hij kwam tot dertig wedstrijden in zijn eerste seizoen, bijna net zoveel als in zijn gehele periode bij Barcelona. Hij miste een groot deel van zijn tweede seizoen bij Valencia door blessures, waardoor hij slechts tien wedstrijden speelde. In zijn derde en laatste seizoen kreeg hij concurrentie van Giorgi Mamardasjvili en Jaume Domènech die respectievelijk 21 en negen wedstrijden speelde. Cillessen kwam tot 17 wedstrijden, allemaal in de competitie. Op 11 december 2021 gaf hij tegen Elche CF (2-1) winst een assist op Gonçalo Guedes.

### Terug bij N.E.C.
Op 8 augustus 2022 werd bekend dat N.E.C. Cillessen voor een kleine miljoen euro had teruggehaald naar Nijmegen. Hij tekende in zijn geboortestad een contract voor drie seizoenen en ging de concurrentiestrijd aan met Mattijs Branderhorst. Op 14 augustus begon hij meteen in de basis onder de lat, in de met 4-1 gewonnen uitwedstrijd tegen FC Volendam. Hij begon ijzersterk aan het seizoen, maar behoorde uiteindelijk niet tot de WK-selectie van Louis van Gaal. Na de winter ging zijn goede vorm door, maar in speelronde 29 ging hij uitgerekend in de Gelderse derby tegen Vitesse meerdere keren in de fout. Ook in de volgende thuiswedstrijd tegen SC Heerenveen ging Cillessen in de fout, waarna de keeper van het seizoen onzeker oogde.
In het met 3–0 gewonnen thuisduel met FC Utrecht op 23 september 2023 werd hij na een halfuur gewisseld vanwege een hamstringblessure. Hij werd vervangen door debutant Robin Roefs. Door deze blessure miste hij een aantal wedstrijden, waaronder de Gelderse derby tegen Vitesse. Op 21 oktober zat hij tegen Almere City weer bij de wedstrijdselectie, maar Rogier Meijer koos in die wedstrijd voor Roefs, omdat 'Cillessen op de trainingen eerst nog ritme moet opdoen'. Hij was de week erop weer eerste keeper. Op 27 februari 2024 bereikte Cillessen met N.E.C. de finale van de KNVB Beker na een 2-1 overwinning op SC Cambuur. Op 30 maart won hij met 3-1 van koploper PSV, dat tot dan toe nog geen enkele competitiewedstrijd verloren had. Cillessen stopte in deze wedstrijd voor het eerst in de Eredivisie een penalty, van Luuk de Jong. Dit nadat hij een aantal weken daarvoor tegen RKC Waalwijk ook al een penalty stopte, hoewel deze (onterecht, gaf de KNVB later toe), overgenomen moest worden wegens te vroeg inlopen. Op 21 april stond Cillessen onder de lat tijdens de bekerfinale tegen Feyenoord. N.E.C. verloor door een doelpunt van Igor Paixão. N.E.C. eindigde als zesde in de competitie en verloor in de eerste ronde van de play-offs om Europees voetbal van Go Ahead Eagles. Dit was zijn honderdste wedstrijd voor N.E.C. en tevens zijn laatste.

### Las Palmas
Op 19 juni 2024 maakte N.E.C. bekend dat Cillessen zou vertrekken naar UD Las Palmas, dat net een seizoen als promovendus had overleefd in de Primera División. Hij tekende voor twee seizoenen bij de eilandclub. Van de eerste 29 speelrondes miste Cillessen slechts twee wedstrijden, maar op 31 maart kwam hij in botsing met Celta de Vigo-spits Borja Iglesias. Hij werd per brancard van het veld gedragen en daarna naar het ziekenhuis gebracht, waar hij een spoedoperatie onderging aan een geperforeerde dunne darm. Cillessen kwam in de resterende wedstrijden niet meer in actie voor Las Palmas en degradeerde uiteindelijk met de club.

### Tweede keer terug bij N.E.C.
Op 1 augustus 2025 werd bekend dat Cillessen, na het vertrek van keeper Robin Roefs, definitief terugkeerde naar de club uit Nijmegen. Hij tekende een contract tot 2026.

## Statistieken
Beloften
| Seizoen | Club      | Competitie          | Competitie | Competitie |
| Seizoen | Club      | Competitie          | Wed.       | Dlp.       |
| ------- | --------- | ------------------- | ---------- | ---------- |
| 2011/12 | Jong Ajax | Beloften Eredivisie | 12         | 0          |
| 2012/13 | Jong Ajax | Beloften Eredivisie | 10         | 0          |
| 2013/14 | Jong Ajax | Eerste divisie      | 3          | 0          |
| 2014/15 | Jong Ajax | Eerste divisie      | 1          | 0          |
| Totaal  | Totaal    | Totaal              | 26         | 0          |

Senioren
| Seizoen        | Club           | Competitie       | Competitie | Competitie | Beker | Beker | Overig | Overig | Totaal | Totaal |
| Seizoen        | Club           | Competitie       | Wed.       | Dlp.       | Wed.  | Dlp.  | Wed.   | Dlp.   | Wed.   | Dlp.   |
| -------------- | -------------- | ---------------- | ---------- | ---------- | ----- | ----- | ------ | ------ | ------ | ------ |
| 2010/11        | N.E.C.         | Eredivisie       | 31         | 0          | 1     | 0     | —      | —      | 32     | 0      |
| 2011/12        | N.E.C.         | Eredivisie       | 3          | 0          | 0     | 0     | —      | —      | 3      | 0      |
| Club totaal    | Club totaal    | Club totaal      | 34         | 0          | 1     | 0     | 0      | 0      | 35     | 0      |
| 2011/12        | Ajax           | Eredivisie       | 4          | 0          | 3     | 0     | 0      | 0      | 7      | 0      |
| 2012/13        | Ajax           | Eredivisie       | 5          | 0          | 5     | 0     | 1      | 0      | 11     | 0      |
| 2013/14        | Ajax           | Eredivisie       | 25         | 0          | 1     | 0     | 7      | 0      | 33     | 0      |
| 2014/15        | Ajax           | Eredivisie       | 32         | 0          | 0     | 0     | 10     | 0      | 42     | 0      |
| 2015/16        | Ajax           | Eredivisie       | 33         | 0          | 1     | 0     | 10     | 0      | 44     | 0      |
| 2016/17        | Ajax           | Eredivisie       | 2          | 0          | 0     | 0     | 4      | 0      | 6      | 0      |
| Club totaal    | Club totaal    | Club totaal      | 101        | 0          | 10    | 0     | 32     | 0      | 143    | 0      |
| 2016/17        | FC Barcelona   | Primera División | 1          | 0          | 8     | 0     | 1      | 0      | 10     | 0      |
| 2017/18        | FC Barcelona   | Primera División | 1          | 0          | 9     | 0     | 1      | 0      | 11     | 0      |
| 2018/19        | FC Barcelona   | Primera División | 3          | 0          | 7     | 0     | 1      | 0      | 11     | 0      |
| Club totaal    | Club totaal    | Club totaal      | 5          | 0          | 24    | 0     | 3      | 0      | 32     | 0      |
| 2019/20        | Valencia       | Primera División | 24         | 0          | 0     | 0     | 6      | 0      | 30     | 0      |
| 2020/21        | Valencia       | Primera División | 10         | 0          | 0     | 0     | 0      | 0      | 10     | 0      |
| 2021/22        | Valencia       | Primera División | 17         | 0          | 0     | 0     | 0      | 0      | 17     | 0      |
| Club totaal    | Club totaal    | Club totaal      | 51         | 0          | 0     | 0     | 6      | 0      | 57     | 0      |
| 2022/23        | N.E.C.         | Eredivisie       | 32         | 0          | 0     | 0     | —      | —      | 32     | 0      |
| 2023/24        | N.E.C.         | Eredivisie       | 30         | 0          | 2     | 0     | 1      | 0      | 33     | 0      |
| Club totaal    | Club totaal    | Club totaal      | 62         | 0          | 2     | 0     | 1      | 0      | 100    | 0      |
| 2024/25        | Las Palmas     | Primera División | 27         | 0          | 0     | 0     | 0      | 0      | 27     | 0      |
| Carrièretotaal | Carrièretotaal | Carrièretotaal   | 280        | 0          | 37    | 0     | 42     | 0      | 359    | 0      |

Bijgewerkt t/m 25 juni 2025.

## Interlandcarrière

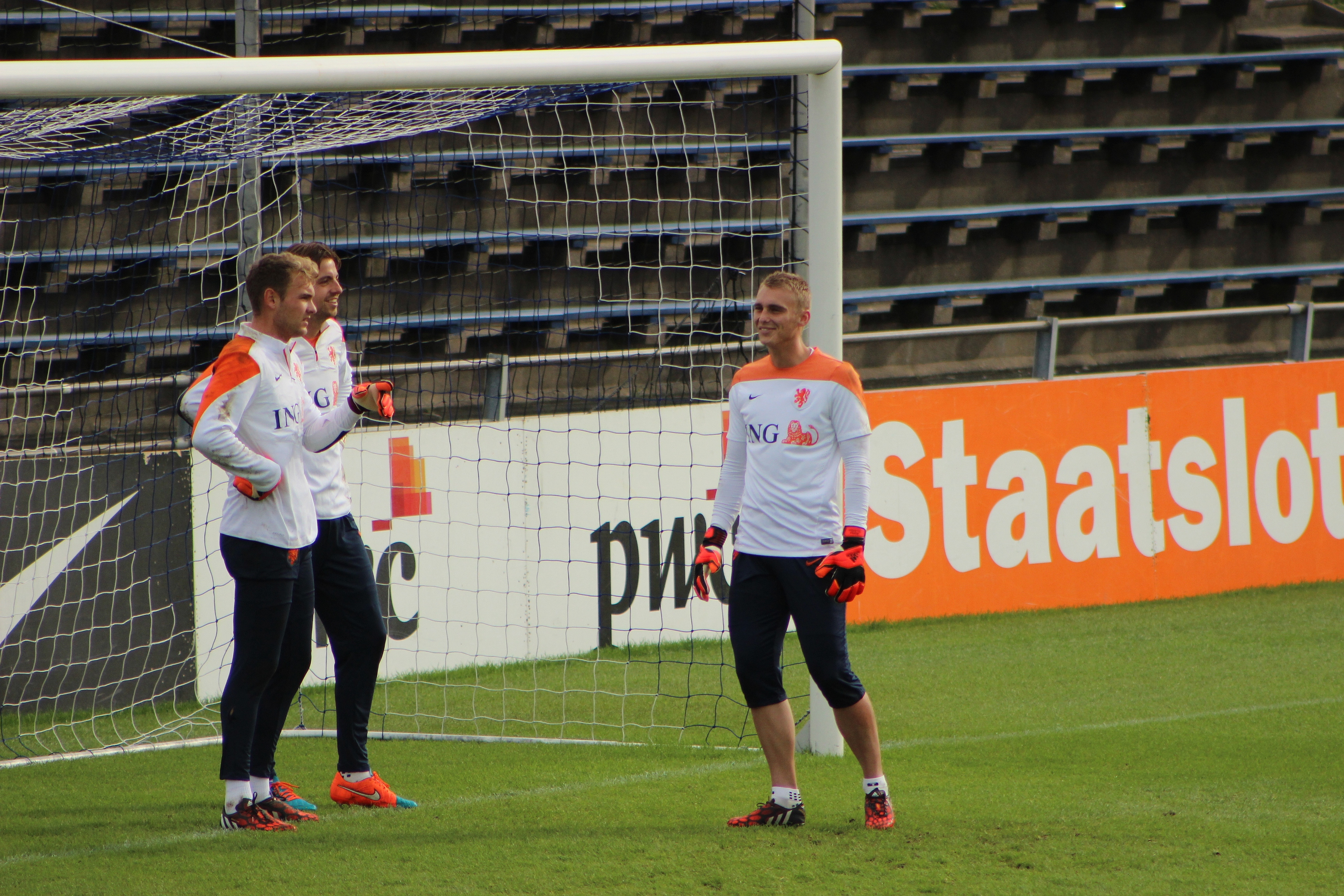
Cillessen met Jeroen Zoet en Tim Krul op de training van het Nederlands elftal in oktober 2014

### Jong Oranje
In oktober 2010 werd Cillessen door bondscoach Cor Pot opgeroepen voor het Nederlands voetbalelftal onder 21 voor de tweede play-offwedstrijd voor kwalificatie voor het Europees kampioenschap in en tegen Oekraïne. Cillessen kwam niet in actie en Nederland plaatste zich niet voor het toernooi.

### Nederland
Na het seizoen 2010–2011 zat Cillessen, die op dat moment nog geen volwaardig seizoen gespeeld had, bij de voorselectie van Oranje voor de oefenwedstrijden tegen Uruguay en Brazilië. Uiteindelijk selecteerde bondscoach Bert van Marwijk de jonge doelman. Dit betekende dat de Groesbeker mee mocht op een "oefenstage" in Zuid-Amerika, waar gevoetbald werd tegen Brazilië (0–0) en vervolgens tegen Uruguay (1–1). Ondanks dat hij tweede keeper was (Maarten Stekelenburg en Michel Vorm ontbraken) kreeg hij geen speelminuten tijdens deze trip, maar hij liet wel een goede indruk achter. In mei 2012 zat hij opnieuw bij de voorselectie van Oranje, voor het EK 2012. Hij was uiteindelijk een van de afvallers bij de eerste schifting die bondscoach Bert van Marwijk maakte voor het EK voetbal 2012. De andere afvallers waren Urby Emanuelson (AC Milan), Hedwiges Maduro (Valencia), Georginio Wijnaldum (PSV), Alexander Büttner (Vitesse), Ola John (FC Twente), Erwin Mulder (Feyenoord), Nick Viergever (AZ) en Stefan de Vrij (Feyenoord).
Op 22 mei 2013 maakte bondscoach Louis van Gaal bekend dat Cillessen behoorde tot de 21-koppige selectie die zou afreizen naar Azië voor een oefentrip. Tijdens deze oefentrip werd geoefend tegen Indonesië en China. In de wedstrijd tegen Indonesië op 7 juni 2013 maakte Cillessen zijn debuut voor het Nederlands elftal. Hij keepte de eerste helft waarna hij werd vervangen door Kenneth Vermeer. De wedstrijd werd met 0–3 gewonnen. 

#### WK 2014
Op 15 oktober 2013 speelde Cillessen voor het eerst een WK-kwalificatiewedstrijd. Dit was de uitwedstrijd, tevens de laatste wedstrijd van de kwalificatiereeks voor het WK 2014 in Brazilië, tegen Turkije. Hij stond onder de lat omdat Michel Vorm vanwege een polsblessure verstek moest laten gaan. De wedstrijd werd uiteindelijk met 0–2 gewonnen. Op 5 mei 2014 werd Cillessen door Van Gaal opgeroepen voor een trainingsstage in Hoenderloo, ter voorbereiding op het wereldkampioenschap. De andere geselecteerde doelmannen waren Jeroen Zoet (PSV) en clubgenoot Kenneth Vermeer.
Een week later, in de avond van 13 mei 2014, maakte de KNVB de 30-koppige voorselectie van Oranje voor het WK bekend. Cillessen was een van de vier geselecteerde doelmannen. Clubgenoot Vermeer viel af.
In aanloop naar een oefenduel met Ghana op 31 mei 2014, werd tijdens de bekendmaking van de definitieve, 23-koppige WK-selectie duidelijk dat Cillessen mee mocht naar het WK in Brazilië. Naast Cillessen waren ook Michel Vorm en Tim Krul opgenomen in de WK-selectie van Oranje. Van Gaal koos tijdens het WK 2014 in Brazilië voor Cillessen als eerste doelman met Krul en Vorm achter hem. Zijn eerste WK-duel speelde hij op 13 juni 2014. Oranje moest het in de eerste groepswedstrijd van het WK opnemen tegen regerend wereldkampioen Spanje. Het Nederlands elftal won die wedstrijd na eerst op achterstand te zijn gekomen door een door Xabi Alonso benutte strafschop. Cillessen nam met een redding op een inzet van David Silva, waarmee hij de 2–0 voorkwam, aandeel in de 1–5 zege op de Spanjaarden. Aan het einde van de verlenging in het kwartfinaleduel met Costa Rica (0-0) besloot Van Gaal met het oog op de strafschoppenserie om Cillessen te vervangen door Krul. Krul wist tijdens deze strafschoppenserie twee strafschoppen te stoppen waardoor Nederland door ging naar de halve finale. In de halve finale tegen Argentinië kwam het opnieuw aan op strafschoppen. Op dat moment had Van Gaal al drie wissels doorgevoerd waardoor Cillessen tijdens de strafschoppenserie zelf zou gaan keepen. Nederland verloor deze strafschoppenserie met 4-2. In de troostfinale tegen Brazilië won Nederland met 3-0. In deze wedstrijd werd Cillessen in de 93e minuut vervangen door Vorm. Van Gaal koos hiervoor omdat Vorm de enige speler was in de WK-selectie die op dat moment nog niet in actie was gekomen.
De nieuwe bondscoach Guus Hiddink koos tijdens de EK-kwalificatie reeks ook voor Cillessen als eerste doelman. Nederland wist zich echter niet te kwalificeren voor het EK 2016 in Frankrijk. Het eindigde als vierde achter Tsjechië, IJsland en Turkije. Hiddink werd gedurende deze kwalificatie reeks vervangen door Danny Blind die ook een beroep op Cillessen bleef doen. Door een blessure miste hij alleen de laatste twee duels tegen Kazachstan en Tsjechië. In een vriendschappelijke wedstrijd tegen Wales op 13 november 2015 wist Cillessen zijn eerste strafschop ooit te stoppen. De rebound wist hij echter niet te stoppen. Hij zag eerder in zijn carrière 26 penalty's achter hem in het doel verdwijnen. Eén strafschop eindigde op de paal.
In 2016 en 2017 werden de kwalificatiewedstrijden voor het WK 2018 gespeeld. Tijdens het eerste deel van deze kwalificatiereeks liet bondscoach Blind Cillessen niet spelen, omdat hij bij zijn club Barcelona niet speelde. Tijdens het tweede deel van de WK-kwalificatiewedstrijden keerde hij terug onder de lat. Cillessen bleef de vaste doelman tijdens de eerste editie van de UEFA Nations League en bereikte met Nederland de finale.
Hij miste het EK van 2020, omdat hij kort voor de start van dit toernooi corona opliep. Ook in 2022 werd hij niet opgeroepen voor het WK. Cillessen werd ook niet meer opgeroepen voor de 2023 Nations Leagues finale in eigen land.
| Interlands van Jasper Cillessen voor Nederland | Interlands van Jasper Cillessen voor Nederland | Interlands van Jasper Cillessen voor Nederland | Interlands van Jasper Cillessen voor Nederland | Interlands van Jasper Cillessen voor Nederland |
| №                                              | Datum                                          | Wedstrijd                                      | Uitslag                                        | Competitie                                     |
| ---------------------------------------------- | ---------------------------------------------- | ---------------------------------------------- | ---------------------------------------------- | ---------------------------------------------- |
|                                                |                                                |                                                |                                                |                                                |
| Als speler van AFC Ajax                        |                                                |                                                |                                                |                                                |
| 1.                                             | 7 juni 2013                                    | Indonesië – Nederland                          | 0 – 3                                          | Vriendschappelijk                              |
| 2.                                             | 15 oktober 2013                                | Turkije – Nederland                            | 0 – 2                                          | Kwalificatie WK 2014                           |
| 3.                                             | 16 november 2013                               | Japan – Nederland                              | 2 – 2                                          | Vriendschappelijk                              |
| 4.                                             | 19 november 2013                               | Nederland – Colombia                           | 0 – 0                                          | Vriendschappelijk                              |
| 5.                                             | 5 maart 2014                                   | Frankrijk – Nederland                          | 2 – 0                                          | Vriendschappelijk                              |
| 6.                                             | 17 mei 2014                                    | Nederland – Ecuador                            | 1 – 1                                          | Vriendschappelijk                              |
| 7.                                             | 31 mei 2014                                    | Nederland – Ghana                              | 1 – 0                                          | Vriendschappelijk                              |
| 8.                                             | 4 juni 2014                                    | Nederland – Wales                              | 2 – 0                                          | Vriendschappelijk                              |
| 9.                                             | 13 juni 2014                                   | Spanje – Nederland                             | 1 – 5                                          | WK 2014                                        |
| 10.                                            | 18 juni 2014                                   | Australië – Nederland                          | 2 – 3                                          | WK 2014                                        |
| 11.                                            | 23 juni 2014                                   | Nederland – Chili                              | 2 – 0                                          | WK 2014                                        |
| 12.                                            | 29 juni 2014                                   | Nederland – Mexico                             | 2 – 1                                          | WK 2014                                        |
| 13.                                            | 5 juli 2014                                    | Nederland – Costa Rica                         | 0 – 0 (4 – 3 wns)                              | WK 2014                                        |
| 14.                                            | 9 juli 2014                                    | Nederland – Argentinië                         | 0 – 0 (2 – 4 wns)                              | WK 2014                                        |
| 15.                                            | 12 juli 2014                                   | Brazilië – Nederland                           | 0 – 3                                          | WK 2014                                        |
| 16.                                            | 4 september 2014                               | Italië – Nederland                             | 2 – 0                                          | Vriendschappelijk                              |
| 17.                                            | 9 september 2014                               | Tsjechië – Nederland                           | 2 – 1                                          | Kwalificatie EK 2016                           |
| 18.                                            | 10 oktober 2014                                | Nederland – Kazachstan                         | 3 – 1                                          | Kwalificatie EK 2016                           |
| 19.                                            | 13 oktober 2014                                | IJsland – Nederland                            | 2 – 0                                          | Kwalificatie EK 2016                           |
| 20.                                            | 16 november 2014                               | Nederland – Letland                            | 6 – 0                                          | Kwalificatie EK 2016                           |
| 21.                                            | 28 maart 2015                                  | Nederland – Turkije                            | 1 – 1                                          | Kwalificatie EK 2016                           |
| 22.                                            | 5 juni 2015                                    | Nederland – Verenigde Staten                   | 3 – 4                                          | Vriendschappelijk                              |
| 23.                                            | 12 juni 2015                                   | Letland – Nederland                            | 0 – 2                                          | Kwalificatie EK 2016                           |
| 24.                                            | 3 september 2015                               | Nederland – IJsland                            | 0 – 1                                          | Kwalificatie EK 2016                           |
| 25.                                            | 6 september 2015                               | Turkije – Nederland                            | 3 – 0                                          | Kwalificatie EK 2016                           |
| 26.                                            | 13 november 2015                               | Wales – Nederland                              | 2 – 3                                          | Vriendschappelijk                              |
| 27.                                            | 25 maart 2016                                  | Nederland – Frankrijk                          | 2 – 3                                          | Vriendschappelijk                              |
| 28.                                            | 27 mei 2016                                    | Ierland – Nederland                            | 1 – 1                                          | Vriendschappelijk                              |
| 29.                                            | 1 juni 2016                                    | Polen – Nederland                              | 1 – 2                                          | Vriendschappelijk                              |
| 30                                             | 4 juni 2016                                    | Oostenrijk – Nederland                         | 0 – 2                                          | Vriendschappelijk                              |
| Als speler van FC Barcelona                    |                                                |                                                |                                                |                                                |
| 31                                             | 4 juni 2017                                    | Nederland – Ivoorkust                          | 5 – 0                                          | Vriendschappelijk                              |
| 32                                             | 9 juni 2017                                    | Nederland – Luxemburg                          | 5 – 0                                          | Kwalificatie WK 2018                           |
| 33                                             | 31 augustus 2017                               | Frankrijk – Nederland                          | 4 – 0                                          | Kwalificatie WK 2018                           |
| 34                                             | 3 september 2017                               | Nederland – Bulgarije                          | 3 – 1                                          | Kwalificatie WK 2018                           |
| 35.                                            | 7 oktober 2017                                 | Wit-Rusland – Nederland                        | 1 – 3                                          | Kwalificatie WK 2018                           |
| 36.                                            | 10 oktober 2017                                | Nederland – Zweden                             | 2 – 0                                          | Kwalificatie WK 2018                           |
| 37.                                            | 9 november 2017                                | Schotland – Nederland                          | 0 – 1                                          | Vriendschappelijk                              |
| 38.                                            | 14 november 2017                               | Roemenië – Nederland                           | 0 – 3                                          | Vriendschappelijk                              |
| 39.                                            | 26 maart 2018                                  | Portugal – Nederland                           | 0 – 3                                          | Vriendschappelijk                              |
| 40.                                            | 4 juni 2018                                    | Italië – Nederland                             | 1 – 1                                          | Vriendschappelijk                              |
| 41.                                            | 6 september 2018                               | Nederland – Peru                               | 2 – 1                                          | Vriendschappelijk                              |
| 42.                                            | 9 september 2018                               | Frankrijk – Nederland                          | 2 – 1                                          | Nations League 2018/19                         |
| 43.                                            | 13 oktober 2018                                | Nederland – Duitsland                          | 3 – 0                                          | Nations League 2018/19                         |
| 44.                                            | 16 oktober 2018                                | België – Nederland                             | 1 – 1                                          | Vriendschappelijk                              |
| 45.                                            | 16 november 2018                               | Nederland – Frankrijk                          | 2 – 0                                          | Nations League 2018/19                         |
| 46.                                            | 19 november 2018                               | Duitsland – Nederland                          | 2 – 2                                          | Nations League 2018/19                         |
| 47.                                            | 21 maart 2019                                  | Nederland – Wit-Rusland                        | 4 – 0                                          | Kwalificatie EK 2020                           |
| 48.                                            | 24 maart 2019                                  | Nederland – Duitsland                          | 2 – 3                                          | Kwalificatie EK 2020                           |
| 49.                                            | 6 juni 2019                                    | Nederland – Engeland                           | 3 – 1                                          | Nations League 2018/19                         |
| 50.                                            | 9 juni 2019                                    | Portugal – Nederland                           | 1 – 0                                          | Nations League 2018/19                         |
| Als speler van Valencia                        |                                                |                                                |                                                |                                                |
| 51.                                            | 6 september 2019                               | Duitsland – Nederland                          | 2 – 4                                          | Kwalificatie EK 2020                           |
| 52.                                            | 9 september 2019                               | Estland – Nederland                            | 0 – 4                                          | Kwalificatie EK 2020                           |
| 53.                                            | 10 oktober 2019                                | Nederland – Noord-Ierland                      | 3 – 1                                          | Kwalificatie EK 2020                           |
| 54.                                            | 13 oktober 2019                                | Wit-Rusland – Nederland                        | 1 – 2                                          | Kwalificatie EK 2020                           |
| 55.                                            | 16 november 2019                               | Noord-Ierland – Nederland                      | 0 – 0                                          | Kwalificatie EK 2020                           |
| 56.                                            | 19 november 2019                               | Nederland – Estland                            | 5 – 0                                          | Kwalificatie EK 2020                           |
| 57.                                            | 4 september 2020                               | Nederland – Polen                              | 1 – 0                                          | Nations League 2020/21                         |
| 58.                                            | 7 september 2020                               | Nederland – Italië                             | 0 – 1                                          | Nations League 2020/21                         |
| 59.                                            | 11 oktober 2020                                | Bosnië en Herzegovina – Nederland              | 0 – 0                                          | Nations League 2020/21                         |
| 60.                                            | 14 oktober 2020                                | Italië – Nederland                             | 1 – 1                                          | Nations League 2020/21                         |
| 61.                                            | 16 november 2021                               | Nederland – Noorwegen                          | 2 – 0                                          | Kwalificatie WK 2022                           |
| 62.                                            | 3 juni 2022                                    | België – Nederland                             | 1 – 4                                          | Nations League 2022/23                         |
| 63.                                            | 14 juni 2022                                   | Nederland – Wales                              | 3 – 2                                          | Nations League 2022/23                         |
| Als speler van N.E.C. Nijmegen                 |                                                |                                                |                                                |                                                |
| 64.                                            | 24 maart 2023                                  | Frankrijk – Nederland                          | 4 – 0                                          | Kwalificatie EK 2024                           |
| 65.                                            | 27 maart 2023                                  | Nederland – Gibraltar                          | 3 – 0                                          | Kwalificatie EK 2024                           |

Bijgewerkt op 27 maart 2023.

## Erelijst
Als speler

| Competitie           |        |                           |      |      |
| Competitie           | Aantal | Jaren                     |      |      |
| Ajax                 | Ajax   | Ajax                      | Ajax | Ajax |
| -------------------- | ------ | ------------------------- | ---- | ---- |
| Eredivisie           | 3x     | 2011/12, 2012/13, 2013/14 |      |      |
| Johan Cruijff Schaal | 1x     | 2013                      |      |      |
| FC Barcelona         |        |                           |      |      |
| Primera División     | 2x     | 2017/18, 2018/19          |      |      |
| Copa del Rey         | 2x     | 2016/17, 2017/18          |      |      |
| Supercopa de España  | 1x     | 2018                      |      |      |

| Competitie          | Winnaar   | Winnaar   | Runner-up | Runner-up | Derde     | Derde     |
| Competitie          | Aantal    | Jaren     | Aantal    | Jaren     | Aantal    | Jaren     |
| Nederland           | Nederland | Nederland | Nederland | Nederland | Nederland | Nederland |
| ------------------- | --------- | --------- | --------- | --------- | --------- | --------- |
| FIFA WK             |           |           |           |           | 1x        | 2014      |
| UEFA Nations League | –         | –         | 1x        | 2018/19   | –         | –         |

Individueel

| Prijs                           | Aantal | Jaren                        |
| ------------------------------- | ------ | ---------------------------- |
| Nederland                       |        |                              |
| Gelders voetballer van het jaar | 1x     | 2011                         |
| Ajax Speler van het jaar        | 2x     | 2014/15, 2015/16             |
| Ajax club van honderd lid       | 1x     | 2011–2016 (143 duels)        |
| Lid N.E.C. club van honderd     | 1x     | 2010–12, 2022–24 (100 duels) |